# 田村美佐子
田村美佐子（日语： Tamura Misako，1934年4月8日—），日本前女子游泳运动员。她曾参加1952年夏季奥运会游泳比赛，还曾获得1954年亚洲运动会游泳比赛女子400米自由泳金牌。